# Казмасское (сельское поселение)
Казмасское — упразднённое муниципальное образование со статусом сельского поселения в составе Завьяловского района Удмуртии.
Административный центр — деревня Новая Казмаска.
Образовано в 2005 году в результате реформы местного самоуправления.
25 июня 2021 года упразднено в связи с преобразованием муниципального района в муниципальный округ.

## Географические данные
Находится на востоке района, граничит:
- на северо-западе с Якшурским сельским поселением
- на западе с Завьяловским сельским поселением
- на востоке с Гольянским сельским поселением
- на севере с Воткинским районом

По территории поселения протекает река Русская Казмаска.

## История
Новомартьяновский сельсовет Завьяловской волости с центром в деревне Новомартьяново был образован в 1925 году в ходе разукрупнения сельских советов и включал деревни Беты, Новая Казмаска, Старое Мартьяново и починок Тукмачи Новые.
В 1929 году сельсовет входит во вновь образованный Ижевский район, а в 1937 году — в Завьяловский район. В это время его центром уже является деревня Новая Казмаска. В 1950 году Новое Мартьяново и Старое Мартьяново передаются из Новомартьяноского сельсовета в Завьяловский. В 1954 году Новомартьяновский и Ильинский сельсоветы объединяются в Казмасский.
В 1994 сельсовет преобразуется в Казмасскую сельскую администрацию, а в 2005 в Муниципальное образование «Казмасское» (сельское поселение).

## Населенные пункты
| Название        | Тип населённого пункта          | Население 2014 год | Почтовый индекс | ОКАТО          |
| --------------- | ------------------------------- | ------------------ | --------------- | -------------- |
| Новая Казмаска  | Деревня, административный центр | ↘1319              | 427021          | 94 216 820 001 |
| Тихий Ключ      | Деревня                         | ↗72                | 427021          | 94 216 820 007 |
| Петухи          | Деревня                         | ↗85                | 427021          | 94 216 820 005 |
| Старая Казмаска | Деревня                         | ↘76                | 427021          | 94 216 820 002 |
| Старые Тукмачи  | Деревня                         | ↗13                | 427021          | 94 216 820 003 |
| Орешники        | Починок                         | ↘25                | 427000          | 94 216 820 006 |

На территории сельского поселения находятся садоводческие некоммерческие товарищества Восток-1, Буровик, Петушки, садовые кооперативы Топинамбур и Гремиха.

### Упразднённые населённые пункты
| Название  | Тип населённого пункта | Год упразднения |
| --------- | ---------------------- | --------------- |
| Анисимово | Деревня                | 1967            |
| Барашки   | Деревня                | 1983            |
| Беты      | Деревня                | 1983            |
| Калмыки   | Деревня                | 1986            |
| Ильинка   | Деревня                | 2004            |

## Экономика
- ОАО «им. Азина», преобразованное из одноимённого колхоза
- Площадь сельхозугодий: 74,3 км²

## Объекты социальной сферы
- 2 школы (в том числе, Казмасская средняя школа)
- Детский сад
- 5 фельдшерско-акушерских пунктов
- Клуб